# Соліферум

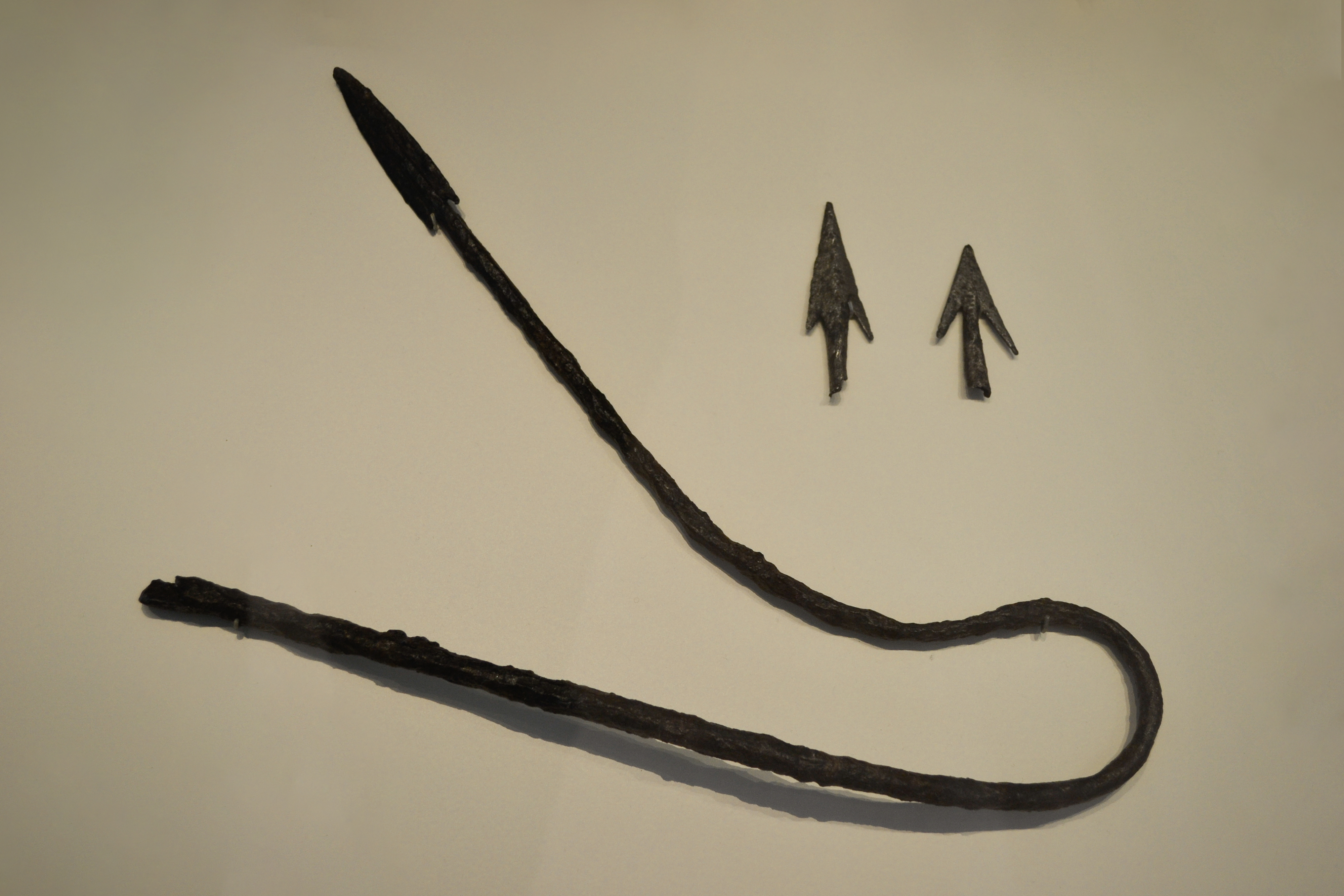
Зігнутий соліферрум (Альмедінілья, Іспанія. Національний археологічний музей Іспанії).

Соліфе́рум (лат. soliferrum, «цільнозалізний»), або залі́зний дро́тик — іспанський важкий дротик VI ст. до н.е. — ІІІ ст. н.е. Різновид метальної зброї з Піренейського півострова. Виготовлявся з цільного шматка заліза. Аналог римського пілума. Використовувався іберами, кельтами, кельтіберами, лузітанами. Довжина — 1—2 м. Мав форму списа із залізним наконечником і залізним древком. Наконечники були різної форми (від простого загостреного проникаючого штиря до гарпуноподібного вістря з шипами); найпоширеніша форма — зазубрений наконечкник, що застрягав у тілі ворога. Древко було круглим або гексагональним у розрізі, товстіше по середині, тонше на кінцях. Мав велику пробивну силу, долав броню і щити. Кидався у противника перед рукопашним боєм, щоб дезорганізувати його. Довжина кидка — до 30 м. Найдавніші зразки походять з Аквітанії й Лангедоку, звідки цю зброю до Іспанії принесли кельти. Входив до поховального подарунку вояка. Використовувався до кінця римської доби поряд із фаларикою. Також — соліферерум (лат. soliferreum), сауніон (ібер. saunion).

## Галерея

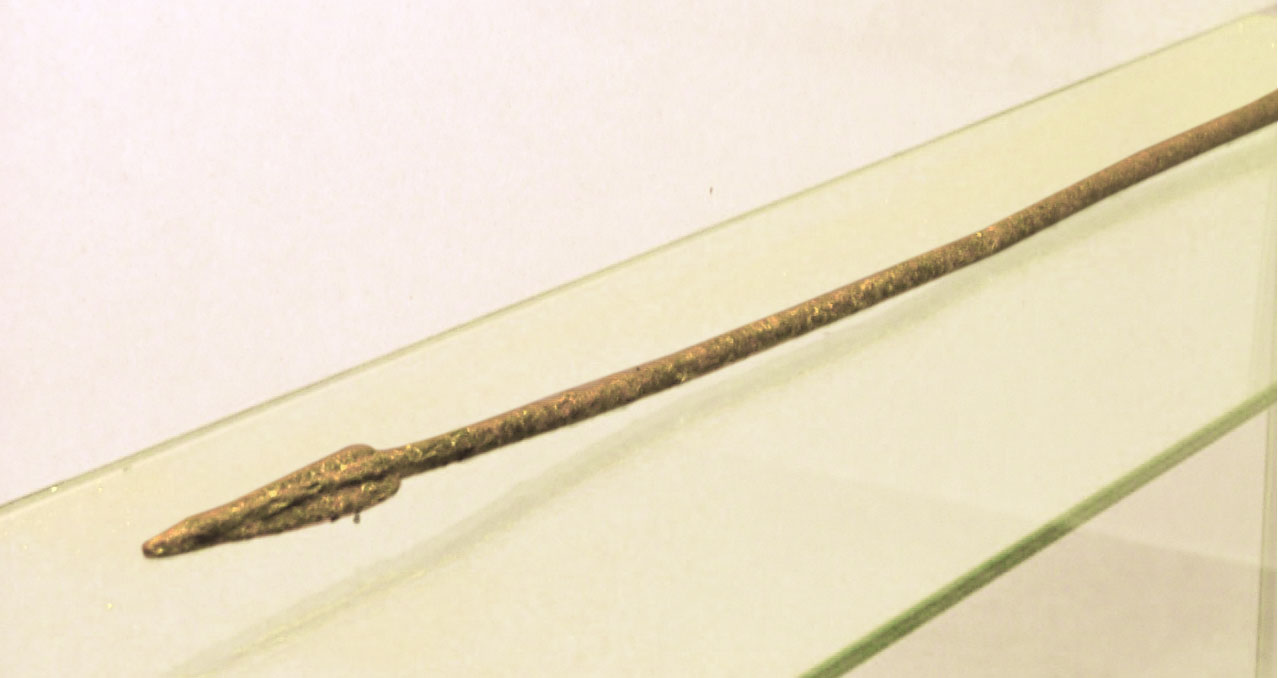
Дротик
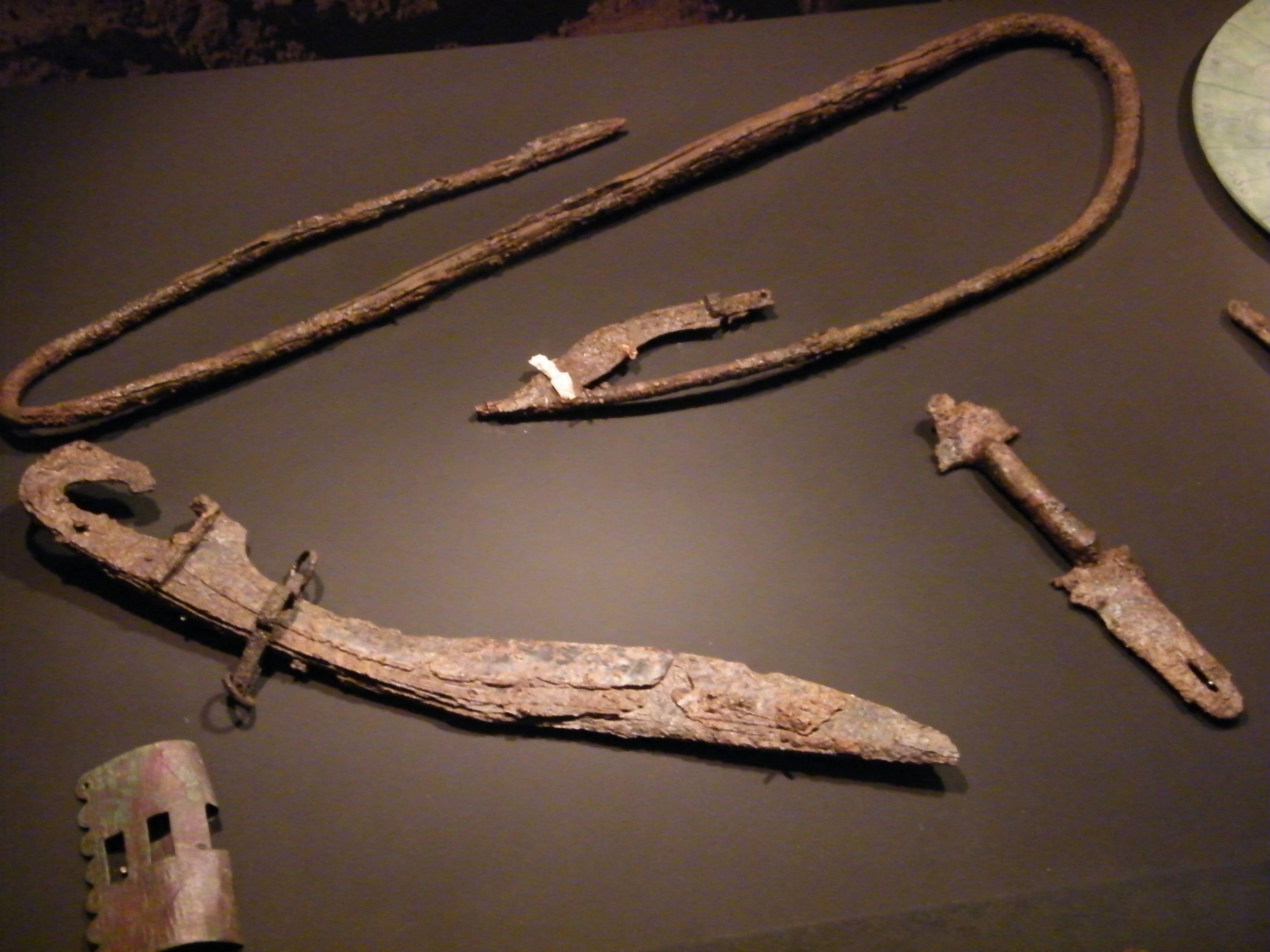
Зігнутий дротик
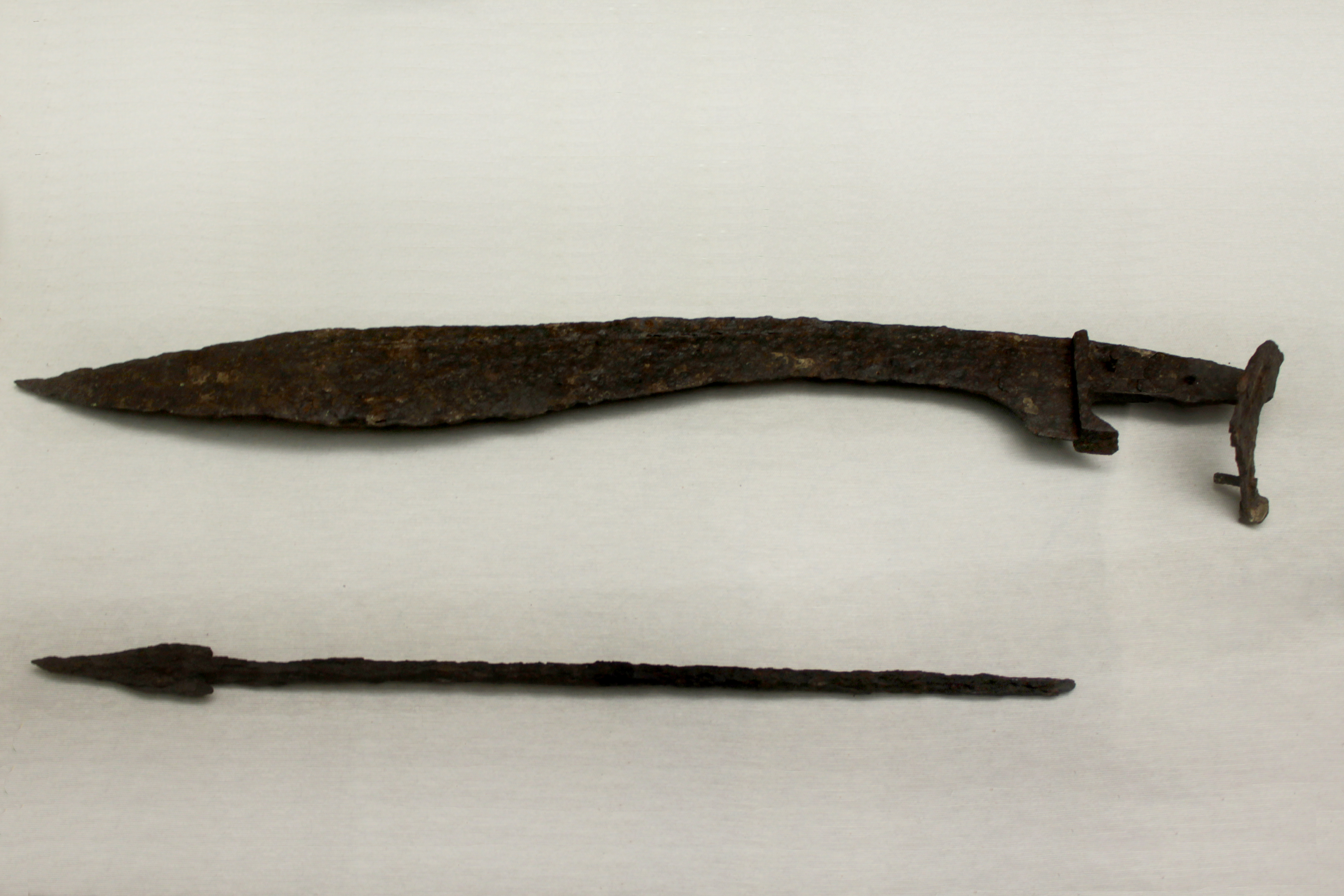
Фальката й уламок дротика